# N1
N1 је међународна телевизијска станица са седиштем у Луксембургу, уз додатне центре у Београду, Загребу, Сарајеву и Љубљани. Основан је 30. октобра 2014. као је 24-часовна информативна телевизија и партнер америчке медијске куће CNN. Његов власник је United Media из Луксембурга, у ком је N1 регистрован.
N1 је углавном доступан преко оператора чији је власник United Group. Како је фокусиран на публику четири државе у којима има седиште, N1 има четири одвојене уређивачке политике, засебне репортере, ТВ студије, као и интернет и мобилне платформе. У случајевима када се вести преклапају, презентују се заједнички.

## Доступност
се емитује путем кабловских емитера у Србији, Хрватској, Босни и Херцеговини, Словенији, Северној Македонији и Црној Гори. Српска верзија је доступна и бесплатно преко интернета.

## Историја
Организација за европску безбедност и сарадњу (ОЕБС) и Полин Адес-Мевел, представница Репортера без граница, описали су N1 као „једину велику независну телевизију у Србији”. Радници су константно етикетирани од стране власти као „издајници” и „страни плаћеници”, а добијали су стотине увреда и претњи физичким насиљем путем друштвених медија. Неидентификоване особе послале су писмо каналу 4. фебруара 2019. у којем прете да ће убити његове новинаре и њихове породице и дићи у ваздух његове канцеларије.
Након што је Александар Вучић у новембру 2019. хоспитализован због кардиоваскуларних проблема, његови сарадници и прорежимски медији оптужили су новинара N1 Миодрага Совиља да је отежао здравље председника испитујући наводе о корупцији министара у Влади. Платформа Савета Европе о безбедности новинара упозорава на недостатак одговора државе на застрашивање, претње и клеветање Совиља. Представник Репортера без граница изразио је забринутост због напада са којима се суочава извршни директор N1, као и због дистрибуције летака у којима се N1 саветује да напусти Србију и претњи путем друштвених медија.
У јануару 2020. Европска федерација новинара се удружила са Независним удружењем новинара Србије (НУНС) у подршци N1. Наводи да одлуку државног кабловског оператера да не емитује N1 види као покушај гашења критичког дискурса у Србији. Паралелно са спором између предузећа United Group и Телекома Србије, Харлем Дезир, представник ОЕБС-а за слободу медија и Репортера без граница, изразио је забринутост због сајбер напада на српски веб-сајт и мобилну апликацију N1.

## Продукција
Четири продукциона центра N1 имају сопствени уреднички приступ, новинаре, студије, веб и мобилне платформе, те праве одвојене садржаје за четири државе, а када је у питању програм интересантан за све четири средине, удружују се у један регионални канал.
Покренут 30. октобра 2014. године, N1 запошљава више од 150 професионалних телевизијских и веб новинара, који производе вести, информативни, спортски, забавни и образовни садржај.
Директор вести за Србију је од оснивања до маја 2021. био Југослав Ћосић, да би на његово место дошао Игор Божић, дотадашњи извршни продуцент N1. Директор вести за Хрватску је од оснивања до августа 2015. био Дубравко Мерлић, а од септембра 2015. на тој позицији је Тихомир Ладишић. Директор вести за Босну и Херцеговину је Амир Зукић.

## Партнерство са
је ексклузивни регионални информативни партнер америчког CNN-а и може емитовати његове програме који су важни гледаоцима у региону, што у исто време омогућава N1 да свој садржај од међународне важности размењује са CNN-ом.
Ово партнерство такође омогућава N1 да се ослања на богато глобално искуство CNN-а у областима прикупљања вести и прављења програма, кроз ексклузивни приступ живим ванредним међународним вестима и прилозима, за емитовање на N1. Први пут у региону преводио се одабрани програм, као и вести CNN-а.

## Програм
Главна информативна емисија је Дневник, који продукциони центри реализују засебно. У Хрватској почиње у 18 часова, док у Босни и Херцеговини и Србији почиње у 19 часова. Поред тога, на сваких сат времена се емитује N1 Инфо који је вид кратких вести, уз преглед спортских вести и временске прогнозе.
Осим ових емисија, емитују се и Нови дан (јутарњи програм), N1 студио лајв (дневни програм), Дан уживо (поподневни програм), Инфо биз (магазин о економији, привреди и бизнису),  Pressing (хард-ток дијалошка емисија), Црвена линија, 390 степени, Persona non grata, Глобал инфо CNN, Сцена (емисија о вестима из културе и забаве), Нет контекст и друге емисије.

### Водитељи
У новембру 2020. N1 напушта једно од заштитних лица, продуцент и презентер вести Милан Шарић, који је водио прве вести ове куће 6 година раније. Уместо њега, у јануару 2021. долази новинарка Ивана Константиновић, једна од најпознатијих презентерки вести у Србији.

## Власништво
Док телевизије N1 у региону послују као ћерке луксембуршке компаније Adria News, већина осталих медија United Grupa на Балкану послује у оквиру компаније . Adria News из Србије је у власништву луксембуршке компаније Adria News. Ова фирма је у власништву Slovenia Broadband такође из Луксембурга, која је даље у власништву фирме United Grupa из Холандије. Власник United Grupa је низ холандских фирми: директан власник је фирма Adria Midco у власништву компаније Adria Topco, која је даље у власништву Summer BidCo. Власник ове фирме је Summer MidCo, а власник те компаније је Summer Parent из Луксембурга. У овој компанији удео имају три фирме: 55,37% луксембуршки Summer Invest, 28,20% Gerrard Enterprises са Острва Ман и 8,05% Gerrard MIP са Кајманских острва. Драган Шолак има 99% удела у фирми са Острва Мeн и значајан удео у фирми са Кајманских острва. Већински власник са 78,65% удела у друштву Summer Invest BC European Capital X LP Fond са британског острва Гернзи. Ниједна особа нема 10% или више удела у BC European Capital X Fond.
Подаци о праву гласа нису јавно доступни. Појединачни власници су BC Partners са већинским уделом и Драган Шолак са 35,9% удела.

## Контроверзе
У Србији је критикована због става према Косову и Метохији. N1 је оптужен да заступа политику Републике Косово, као и да у својим насловима никада не пише „Косово и Метохија”, „КиМ” или „Космет” већ искључиво „(Република) Косово”, а Србе на Косову и Метохији назива „косовски Срби”. Поједини посматрачи су навели да N1 наводно саботира званични Београд у дијалогу Београда и Приштине, у корист Владе Републике Косово.
Због наводне србофобије, русофобије и мржње према Српској православној цркви, у Србији га критичари називају „НДХ 1”.
Крајем новембра 2019. N1 је уживо емитовао пренос протеста испред Министарства финансија Републике Србије. Током преноса, чуле су се псовке на рачун званичника Владе Републике Србије, које N1 није цензурисао. Дана 25. новембра N1 се јавно извинио.
Луксембуршки регулатор, у којој је N1 регистрован, у јуну 2023. изрекао је укор телевизији N1 због емитовања емисије Јунаци доба злог о тадашњој председници Владе Ани Брнабић. Укор је уследио због говора мржње о Брнабић, као и „поистовећивањем са благајником нацистичког логора за истребљивање Мајданек”.
У јуну 2023. N1 је објавио вест о порођају политичарке Милице Ђурђевић Стаменковски с насловом „Породила се Милица Ђурђевић Стаменковски, дечаци се не зову Косово и Метохија”, који је нашироко на друштвеним мрежама протумачен као подругљив због суверенистичких ставова које Ђурђевић Стаменковски заступа према Косову и Метохији. N1 се касније извинио звог наслова.